# Хуна–Ангун (Аљаска)
Хуна–Ангун (енгл. Hoonah–Angoon) насељено је место без административног статуса у америчкој савезној држави Аљаска.

## Демографија
По попису из 2010. године број становника је 3.436.
| Група             | 2010.         |
| Белци             | 1.975 (57,5%) |
| Афроамериканци    | 5 (0,1%)      |
| Азијати           | 13 (0,4%)     |
| Хиспаноамериканци | 97 (2,8%)     |
| Укупно            | 3.436         |